# Canton de la Charité-sur-Loire
Le canton de la Charité-sur-Loire est une circonscription électorale française située dans le département de la Nièvre et la région Bourgogne-Franche-Comté.

## Géographie
Ce canton est organisé autour de La Charité-sur-Loire dans l'arrondissement de Cosne-Cours-sur-Loire. Son altitude varie de 153 m (La Charité-sur-Loire) à 415 m (Montenoison).

## Histoire
Par décret du 18 février 2014, le nombre de cantons du département est divisé par deux, avec mise en application aux élections départementales de mars 2015. Le canton de la Charité-sur-Loire est conservé et s'agrandit. Il passe de 14 à 28 communes.

## Représentation

### Conseillers d'arrondissement (de 1833 à 1940)
Le canton de La Charité avait deux conseillers d'arrondissement.
| Période                                  | Période      | Identité                                 | Étiquette            | Qualité |
| ---------------------------------------- | ------------ | ---------------------------------------- | -------------------- | --- |
| 1833                                     | 1836         | Ferdinand de Champs                      |                      | Négociant à La Charité-sur-Loire, ancien garde du corps du Roi Louis XVIII                                       |
| 1833                                     | 1839         | Louis Lalande                            |                      | Maire de Bulcy                                                                                                   |
| 1836                                     | 1845         | Jean Pierre Joseph Victor Servois        |                      | Propriétaire à La Marche                                                                                         |
| 1839                                     | 1848         | Jacques Vincent Buffault                 |                      | Notaire, propriétaire à La Charité-sur-Loire                                                                     |
| 1845                                     | 1848         | Jacques Vincent Lalande père (1791-1867) |                      | Notaire, propriétaire à La Charité-sur-Loire                                                                     |
|                                          |              |                                          |                      | |
| 1848                                     | 1852         | Jean Massé (1817-1909)                   | Républicain          | Notaire à La Charité-sur-Loire (maire de 1848 à 1849) Suspendu en 1851                                           |
| 1848                                     |              | M. Martignon                             |                      | Notaire |
|                                          |              |                                          |                      | |
|                                          | 1880         | Joseph Jeannet                           |                      | Propriétaire, adjoint au maire de La Charité-sur-Loire                                                           |
| 1880                                     | 1883         | François Beaupin                         | Républicain          | Agriculteur, conseiller municipal de La Charité-sur-Loire                                                        |
| 1883                                     | 1899 (décès) | Charles Léveillé (1822-1899)             | Républicain Radical  | Propriétaire, maire de Chasnay                                                                                   |
| 1883                                     | 1889         | Charles Louis Bazelin                    | Républicain radical  | Chapelier, conseiller municipal de La Charité-sur-Loire                                                          |
| 1889                                     | 1894 (décès) | Jules Lasné du Colombier (1838-1894)     | Conservateur         | Propriétaire rentier à La Charité-sur-Loire                                                                      |
| 1894                                     | 1895         | Robert de Mauduit                        | Conservateur         | Ancien maire (révoqué) de Chaulgnes                                                                              |
| 1895                                     | 1907         | Louis Renault                            | Républicain          | Négociant à La Charité-sur-Loire                                                                                 |
| 1899                                     | 1901         | Eugène Ferré                             | Radical              | Marchand de fers, conseiller municipal de La Charité-sur-Loire                                                   |
| 1901                                     | 1913 (décès) | Pierre Lucas                             | Radical              | Propriétaire, maire de Varennes-lès-Narcy                                                                        |
| 1907                                     | 1922         | Marcel Lebœuf                            | Radical puis Rad.ind | Médecin, maire de Chasnay (1904-1912) puis de La Charité-sur-Loire                                               |
| 1913                                     | 1925         | René Garilland (1867-1937)               | Radical              | Viticulteur, propriétaire du château de la Berge, maire de Chaulgnes, Président du syndicat agricole et viticole |
|                                          |              |                                          |                      | |
| 1925                                     | 1940         | Louis Vicquenault                        | SFIO                 | Ouvrier bûcheron, syndicaliste CGT Maire de Saint-Aubin-les-Forges (1925-1944)                                   |
| 1925                                     | 1940         | Alphonse Lajoye (1861-1952)              | SFIO                 | Chef de bureau à la Préfecture Maire de Murlin                                                                   |
| 1940                                     |              |                                          |                      | Les conseils d'arrondissement ont été suspendus par la loi du 12 octobre 1940 et n'ont jamais été réactivés      |
| Les données manquantes sont à compléter. |              |                                          |                      | |

### Conseillers généraux de 1833 à 2015
| Période           | Période          | Identité                              | Étiquette           | Qualité |
| ----------------- | ---------------- | ------------------------------------- | ------------------- | --- |
| 1833              | 1836             | Jacques Louis Duminy                  |                     | Propriétaire, ancien maire de La Charité-sur-Loire (1827-1830)                                                                            |
| 1836              | 1848             | Louis Etienne Lerasle                 |                     | Juge de paix à La Charité-sur-Loire |
| 1848              | 1852             | Adolphe de Bourgoing                  |                     | Préfet honoraire Président de la Société centrale d'agriculture Propriétaire à La Charité-sur-Loire                                       |
| 1852              | 1858 (décès)     | Baron Auguste-Louis Petiet            | Majorité dynastique | Général de brigade, député (1852-1858) Maître des requêtes au Conseil d'État                                                              |
| 1858              | 1869 (décès)     | Claude Delangle                       | Bonapartiste        | Avocat Député (1846-1848) - Sénateur (1852-1869) Ministre de l'Intérieur (1858-1859) Ministre de la Justice, garde des Sceaux (1859-1863) |
| 1869              | 1871             | Philippe La Beaume Baron de Bourgoing | Droite Bonapartiste | Inspecteur général des haras Maire de Mesves-sur-Loire Député (1868-1870)                                                                 |
| 1871              | 1874             | Cyprien Girerd                        | Républicain         | Avocat Député (1871-1881) |
| 1874              | 1880             | Philippe La Beaume Baron de Bourgoing | Droite Bonapartiste | Inspecteur général des haras Maire de Mesves-sur-Loire Député (1868-1870, 1874-1875, 1876-1878 et 1881-1882)                              |
| 1880              | 1886             | François Guillemin                    | Républicain         | Juge de paix à La Charité-sur-Loire puis à Vierzon (Cher)                                                                                 |
| 1886              | 1892             | Alexandre Ouagne                      | Républicain         | Maire de La Celle-sur-Nièvre |
| 1892              | 1904             | François Beaupin                      | Rad.                | Propriétaire agricole à La Charité-sur-Loire, ancien conseiller d'arrondissement Sénateur (1900-1916)                                     |
| 1904              | 1922             | Isidore Corté                         | Rad.                | Docteur en médecine Maire de La Charité-sur-Loire (1896-1919)                                                                             |
| 1922              | 1940             | Marcel Lebœuf                         | Rad. ind.-RG        | Médecin Maire de La Charité-sur-Loire (1919-1940) Député de 1926 à 1928 Sénateur de 1933 à 1940 Président du Conseil Général (1934-1940)  |
|                   |                  |                                       |                     | |
| 1943              | 1945             | Achille Borderieux (1886-1958)        |                     | Ouvrier agricole Membre de la délégation spéciale de La Marche Nommé conseiller départemental en 1943                                     |
|                   |                  |                                       |                     | |
| 1945              | 1949             | Gustave Thuriot (1897-1951)           | SFIO                | Maire de La Charité-sur-Loire (1944-1947)                                                                                                 |
| 1949              | 1952 (décès)     | Fernand Simonot (1899-1952)           | RPF puis SE         | Maire de La Charité-sur-Loire (1947-1952)                                                                                                 |
| 20 avril 1952     | 1970 (démission) | Henri Martinet                        | DVD puis DVG        | Président de la caisse de Crédit agricole Ancien maire de La Charité-sur-Loire (1939-1941), conseiller municipal (1947-1951 et 1953-1959) |
| 20 septembre 1970 | 1973             | Robert Picq                           | PSU                 | Directeur pédagogique d'institut médico éducatif, adjoint au maire de La Charité-sur-Loire (1971-1995)                                    |
| 1973              | 1992             | Robert Guillaume                      | PS                  | Retraité de l'Éducation Nationale Sénateur (1977-1992) Maire de La Charité-sur-Loire (1971-1994)                                          |
| 1992              | 1998             | Jannick Larderet                      | RPR                 | Assistante sociale Conseillère municipale de La Charité-sur-Loire                                                                         |
| 1998              | 2015             | Constantin Rodriguez                  | PS                  | Enseignant Maire de Champvoux (1977-2020)                                                                                                 |

### Représentation à partir de 2015
| Période élective | Période élective | Mandat | Mandat   | Identité           | Nuance | Nuance | Qualité |
| ---------------- | ---------------- | ------ | -------- | ------------------ | ------ | ------ | --- |
| 2015             | 2021             | 2015   | 2021     | Blandine Delaporte |        | PS     | Responsable de service documentation archive Conseillère régionale vice-présidente du Conseil départemental chargée de l’Environnement, du Développement durable et du dialogue citoyen, conseillère municipale de La Charité-sur-Loire |
| 2015             | 2021             | 2015   | 2021     | Jacques Legrain    |        | PS     | Retraité de Foyer socio-éducatif Président de la Communauté de communes Entre Nièvre et Forêts Ancien conseiller général du canton de Prémery (1998-2015)                                                                               |
| 2021             | 2028             | 2021   | en cours | Blandine Delaporte |        | DVG    | 1re vice-présidente du conseil départemental, suppléante du sénateur Patrice Joly, membre de Génération.s |
| 2021             | 2028             | 2021   | en cours | Thierry Guyot      |        | DVG    | Président de EBE 58 (entreprise à but d'emploi), premier adjoint au maire de Dompierre-sur-Nièvre |

### Résultats détaillés

#### Élections de mars 2015
À l'issue du 1er tour des élections départementales de 2015, trois binômes sont en ballottage : Blandine Delaporte et Jacques Legrain (PS, 30,46 %), Cécile Branciat et Alexis Richert (FN, 29,83 %) et Annie Legrain et Hervé Monnerot (UMP, 26,17 %). Le taux de participation est de 51,84 % (5 848 votants sur 11 280 inscrits) contre 53,03 % au niveau départemental et 50,17 % au niveau national.
Au second tour, Blandine Delaporte et Jacques Legrain (PS) sont élus avec 41,66 % des suffrages exprimés et un taux de participation de 54 % (2 414 voix pour 6 091 votants et 11 280 inscrits).
Blandine Delaporte a quitté le PS et a rejoint Génération.s.

#### Élections de juin 2021
Le premier tour des élections départementales de 2021 est marqué par un très faible taux de participation (33,26 % au niveau national). Dans le canton de la Charité-sur-Loire, ce taux de participation est de 33,04 % (3 578 votants sur 10 830 inscrits) contre 34,28 % au niveau départemental. À l'issue de ce premier tour, deux binômes sont en ballottage : Blandine Delaporte et Thierry Guyot (DVG, 27,98 %) et Valérie Beaulieu et Olivier Perret (RN, 26,49 %).
Le second tour des élections est marqué une nouvelle fois par une abstention massive équivalente au premier tour. Les taux de participation sont de 34,36 % au niveau national, 37,18 % dans le département et 36,2 % dans le canton de la Charité-sur-Loire. Blandine Delaporte et Thierry Guyot (DVG) sont élus avec 63,48 % des suffrages exprimés (2 300 voix pour 3 920 votants et 10 829 inscrits),,.

## Composition

### Composition avant 2015
Le canton de la Charité-sur-Loire regroupait 14 communes.
| Nom                              | Code Insee | Codepostal | Superficie (km2) | Population (dernière pop. légale) | Densité (hab./km2) |
| -------------------------------- | ---------- | ---------- | ---------------- | --------------------------------- | ------------------ |
| La Charité-sur-Loire (chef-lieu) | 58059      | 58400      | 15,78            | 5 080 (2012)                      | 322                |
| Beaumont-la-Ferrière             | 58027      | 58700      | 28,13            | 126 (2012)                        | 4,5                |
| La Celle-sur-Nièvre              | 58045      | 58700      | 12,95            | 164 (2012)                        | 13                 |
| Champvoux                        | 58056      | 58400      | 10,67            | 312 (2012)                        | 29                 |
| Chasnay                          | 58061      | 58350      | 11,76            | 106 (2012)                        | 9                  |
| Chaulgnes                        | 58067      | 58400      | 25,10            | 1 444 (2012)                      | 58                 |
| La Marche (Nièvre)               | ?????      |            |                  |                                   |                    |
| Murlin                           | 58186      | 58700      | 15,09            | 90 (2012)                         | 6                  |
| Nannay                           | 58188      | 58350      | 11,44            | 97 (2012)                         | 8,5                |
| Narcy                            | 58189      | 58400      | 29,14            | 547 (2012)                        | 19                 |
| Raveau                           | 58220      | 58400      | 35,50            | 704 (2012)                        | 20                 |
| Saint-Aubin-les-Forges           | 58231      | 58130      | 26,34            | 436 (2012)                        | 17                 |
| Tronsanges                       | 58298      | 58400      | 8,58             | 380 (2012)                        | 44                 |
| Varennes-lès-Narcy               | 58302      | 58400      | 18,33            | 938 (2012)                        | 51                 |

### Composition depuis 2015
Le canton de la Charité-sur-Loire comprend désormais 28 communes.
| Nom                                          | Code Insee | Intercommunalité          | Superficie (km2) | Population (dernière pop. légale) | Densité (hab./km2) | Modifier                                    |
| -------------------------------------------- | ---------- | ------------------------- | ---------------- | --------------------------------- | ------------------ | ------------------------------------------- |
| La Charité-sur-Loire (bureau centralisateur) | 58059      | CC Les Bertranges         | 15,78            | 4 701 (2022)                      | 298                | modifier les données · modifier les données |
| Arbourse                                     | 58009      | CC Les Bertranges         | 9,20             | 123 (2022)                        | 13                 | modifier les données · modifier les données |
| Arthel                                       | 58013      | CC Les Bertranges         | 7,73             | 90 (2022)                         | 12                 | modifier les données · modifier les données |
| Arzembouy                                    | 58014      | CC Les Bertranges         | 12,85            | 69 (2022)                         | 5,4                | modifier les données · modifier les données |
| Beaumont-la-Ferrière                         | 58027      | CC Les Bertranges         | 28,13            | 119 (2022)                        | 4,2                | modifier les données · modifier les données |
| La Celle-sur-Nièvre                          | 58045      | CC Les Bertranges         | 12,95            | 155 (2022)                        | 12                 | modifier les données · modifier les données |
| Champlemy                                    | 58053      | CC Les Bertranges         | 36,82            | 326 (2022)                        | 8,9                | modifier les données · modifier les données |
| Champlin                                     | 58054      | CC Tannay-Brinon-Corbigny | 7,91             | 42 (2022)                         | 5,3                | modifier les données · modifier les données |
| Champvoux                                    | 58056      | CC Les Bertranges         | 10,67            | 285 (2022)                        | 27                 | modifier les données · modifier les données |
| Chasnay                                      | 58061      | CC Les Bertranges         | 11,76            | 128 (2022)                        | 11                 | modifier les données · modifier les données |
| Chaulgnes                                    | 58067      | CC Les Bertranges         | 25,10            | 1 503 (2022)                      | 60                 | modifier les données · modifier les données |
| Dompierre-sur-Nièvre                         | 58101      | CC Les Bertranges         | 18,60            | 183 (2022)                        | 9,8                | modifier les données · modifier les données |
| Giry                                         | 58127      | CC Les Bertranges         | 23,78            | 188 (2022)                        | 7,9                | modifier les données · modifier les données |
| Lurcy-le-Bourg                               | 58147      | CC Les Bertranges         | 22,58            | 274 (2022)                        | 12                 | modifier les données · modifier les données |
| La Marche (Nièvre)                           | ????       |                           |                  |                                   |                    |                                             |
| Montenoison                                  | 58174      | CC Les Bertranges         | 16,73            | 124 (2022)                        | 7,4                | modifier les données · modifier les données |
| Moussy                                       | 58184      | CC Les Bertranges         | 11,97            | 108 (2022)                        | 9,0                | modifier les données · modifier les données |
| Murlin                                       | 58186      | CC Les Bertranges         | 15,09            | 57 (2022)                         | 3,8                | modifier les données · modifier les données |
| Nannay                                       | 58188      | CC Les Bertranges         | 11,44            | 111 (2022)                        | 9,7                | modifier les données · modifier les données |
| Narcy                                        | 58189      | CC Les Bertranges         | 29,14            | 467 (2022)                        | 16                 | modifier les données · modifier les données |
| Oulon                                        | 58203      | CC Les Bertranges         | 10,99            | 64 (2022)                         | 5,8                | modifier les données · modifier les données |
| Prémery                                      | 58218      | CC Les Bertranges         | 45,62            | 1 782 (2022)                      | 39                 | modifier les données · modifier les données |
| Raveau                                       | 58220      | CC Les Bertranges         | 35,50            | 611 (2022)                        | 17                 | modifier les données · modifier les données |
| Saint-Aubin-les-Forges                       | 58231      | CC Les Bertranges         | 26,34            | 379 (2022)                        | 14                 | modifier les données · modifier les données |
| Saint-Bonnot                                 | 58234      | CC Les Bertranges         | 16,14            | 149 (2022)                        | 9,2                | modifier les données · modifier les données |
| Sichamps                                     | 58279      | CC Les Bertranges         | 5,90             | 175 (2022)                        | 30                 | modifier les données · modifier les données |
| Tronsanges                                   | 58298      | CC Les Bertranges         | 8,58             | 398 (2022)                        | 46                 | modifier les données · modifier les données |
| Varennes-lès-Narcy                           | 58302      | CC Les Bertranges         | 18,33            | 909 (2022)                        | 50                 | modifier les données · modifier les données |
| Canton de la Charité-sur-Loire               | 5801       |                           |                  | 14 045 (2022)                     |                    | modifier les données                        |

## Démographie

### Démographie avant 2015
| 1962   | 1968   | 1975   | 1982   | 1990   | 1999   | 2006   | 2011   | 2012   |
| ------ | ------ | ------ | ------ | ------ | ------ | ------ | ------ | ------ |
| 10 918 | 11 043 | 11 200 | 11 752 | 11 197 | 10 893 | 10 983 | 10 969 | 10 982 |

### Démographie depuis 2015
En 2022, le canton comptait 14 045 habitants, en évolution de −4,82 % par rapport à 2016 (Nièvre : −3,28 %, France hors Mayotte : +2,11 %).
| 2013   | 2018   | 2022   |
| ------ | ------ | ------ |
| 14 894 | 14 427 | 14 045 |